# Moree
Moree – miasto w Australii, w stanie Nowa Południowa Walia.